# 奧托一世 (維特爾斯巴赫)
奧托一世（偉大的）（1117年—1183年7月11日），維特爾斯巴赫家族成員，巴伐利亞公爵（1180年—1183年在位），巴伐利亞行宮伯爵（1156年－1180年）。他是維特爾斯巴赫王朝的首位巴伐利亞統治者，該王朝在位直至1918年巴伐利亞國王路德維希三世於德國十一月革命退位。

## 生平
奧托一世可能出生於凱爾海姆，父親是巴伐利亞行宮伯爵奧托四世，而母親是霍亨斯陶芬王朝士瓦本公爵腓特烈一世的外孫女海莉卡。弟弟康拉德後來成為美因茨和薩爾茨堡大主教。 1156年父親去世後，他繼承了爵位，為韋爾夫家族的巴伐利亞公爵獅子亨利效力。
奧托一世成作為神聖羅馬皇帝「紅鬍子」腓特烈一世聘用的最優秀騎士之一。當皇帝於1155年在羅馬加冕後回德意志的回程時，敵軍在路上埋伏並伏擊，被奧托一世成功阻止了這一次在維羅納附近的戰敗。在皇帝與教皇亞德四世之間的衝突中，1157年貝桑松帝國議會時達到頂峰，熱血的奧托一世在腓特烈一世的干預下才避免用戰斧打在教皇使節樞機主教羅蘭多·巴蒂內利（其後的教皇歷山三世）。
巴伐利亞公爵獅子亨利被廢黜後，奧托一世終於在1180年9月16日在圖林根的阿爾滕堡被授予巴伐利亞公爵爵位。但是，許多巴伐利亞的貴族們對他的看低，據說他們拒絕向他作出慣常尊敬。他們甚至拒絕參加他在雷根斯堡的第一次會議。
同年，隨著皇帝批准施蒂里亞公爵奧托卡四世將施蒂里亞從巴伐利亞分裂出來，巴伐利亞失去東南部的最後一塊領土。在皇帝及其弟弟普法爾茨伯爵康拉德的支持下，奧托一世得以從厭惡他的巴伐利亞貴族手中獲得了王國的統治權。他的後代在接下來的738年統治着巴伐利亞。
在1182年或1183年，奧托一世從最後一位達豪和梅拉尼亞公爵康拉德二世的遺孀手上，以巨額現金購買達豪城堡、家臣和所有其他附屬物品。
1183年，奧托一世陪同皇帝腓特烈一世和倫巴第聯盟（Lombard League）簽署《康斯坦茨和約》，並在回程時於士瓦本公國內的普富倫多夫突然去世。他的唯一仍然在生兒子路易繼承爵位。奧托一世的遺骸被埋葬在席恩修道院的地窖中。

## 家庭
1169年左右，奧托一世與盧恩的阿格尼絲結婚，兩人共有1子2女：
1. 索菲亞（英语：Sophia of Wittelsbach）（1170年—1238年）
2. 理察迪絲（1173年—1231年）
3. 路德維希（1173年—1231年）